# Agelaius
Agelaius Vieillot, 1816 è un genere di uccelli passeriformi della famiglia degli Itteridi.
Il genere comprende uccelli perlopiù insettivori, diffusi nelle praterie del Nuovo Mondo. 
I maschi hanno piumaggio generalmente nero, screziato da alcune macchie colorate sulle spalle e sulle ali. Le femmine, invece, sono piuttosto scialbe e somigliano ai passeri americani.

## Tassonomia
Comprende le seguenti specie:
- Agelaius phoeniceus (Linnaeus, 1766) - ittero alirosse
- Agelaius assimilis Lembeye, 1850 - ittero spallerosse
- Agelaius tricolor (Audubon, 1837) - ittero tricolore
- Agelaius humeralis (Vigors, 1827) - ittero spallebrune
- Agelaius xanthomus (Sclater, 1862) - ittero spallegialle